# Græsted Veterantræf
Græsted Veterantræf er et træf for veterankøretøjer mv., der afholdes hvert år i de tre pinsedage i Græsted i Nordsjælland. Træffet arrangeres af Græsted Veterantræfforening med hjælp fra en række lokale foreninger og har fundet sted siden 1996. I 2018 havde træffet ca. 18.000 besøgende.
På træffet kan de besøgende blandt andet opleve forskellige dampdrevne arbejdskøretøjer og mere traditionelt drevne landbrugsmaskiner, udrykningskøretøjer, biler og motorcykler, der er mindst 35 år gamle. I et hjørne af træfområde indrettes en militærlejr med alt lige fra skyttegrave til kampvogne. Dødsdrom, luftgynger og andre tivoliindslag af både nyere og ældre dato findes også. Og indimellem er der et børnedyrskue, et stumpemarked for reservedele, et mere traditionelt kræmmermarked og forskellige steder med salg af mad og drikke. Lige udenfor træffets område kører Nordsjællands Jernbaneklub desuden med veterantog fra Græsted Station på Gribskovbanen.
Deltagerne i træffet er både privatpersoner, museer og foreninger, der her får mulighed for at vise deres ofte unikke genstande frem. Typisk er der tale om køreklart materiel, hvilket giver anledning til flere parader og opvisninger i løbet af åbningsdagene. Indimellem kan de besøgende så se nærmere på de mange køretøjer og snakke med udstillerne.

## Opsplitning
Forud for træffet i 2016 blev det annonceret, at det fra 2017 skulle finde sted på Grønnessegård i Halsnæs Kommune. Flytningen skyldtes at Gribskov Kommune havde besluttet at bygge på en del af det hidtidige træfområde, samtidig med at mange års knopskydning i forvejen havde givet en del pladsproblemer. På Grønnessegård ville man imidlertid kunne få en træfplads af mere permanent karakter tilpasset de forskellige udstilleres ønsker og behov. Ulempen var dog, at det er mere besværligt at komme til med kollektiv trafik, ligesom den lokale forankring ville blive påvirket. Ikke mindst det sidste skulle vise sig at blive en væsentlig faktor, for over halvdelen af de lokale ønskede ikke at flytte med til Grønnessegård. I stedet gik de i gang med at stable et nyt træf på benene til afholdelse i Græsted i 2017 med fokus på nostalgi men også med plads til det nyere. Efterfølgende medførte en ekstraordinær generalforsamling i Græsted Veterantræfforening imidlertid, at bestyrelsen blev afsat og beslutningen om en flytning annulleret. Medlemmer af den afsatte bestyrelse havde dog fortsat i sinde at afholde et træf i Halsnæs, der blev afholdt under navnet TimeWinder i pinsen 2017. Imens arbejdede den i mellemtiden stiftede Græsted Eventforening på at afholde træf i Græsted i samarbejde med Græsted Veterantræfforening, der også fandt sted i pinsen 2017.
Efter træffet i 2017 oplyste Græsted Veterantræf, at de havde haft besøg af over 10.000 betalende, hvortil så kom børn, udstillere og frivillige. Det var over budgettet men stadig en betydelig nedgang i forhold til de ca. 16.000 i 2016 og 25.800 i 2015. Både i 2016 og 2017 var dårligt vejr dog antageligt med til at trække besøgstallene ned. I 2018 var der til gengæld godt vejr, hvilket sammen med flere udstillere og et anderledes musikprogram resulterede i ca. 18.000 besøgende det år.
Træffet i pinsen 2020 blev aflyst, da tiltagene mod coronaviruspandemien betød forbud mod større forsamlinger. Græsted Veterantræfforening ville ikke udskyde træffet til om efteråret, fordi det så ville kollidere med andre planlagte og udskudte arrangementer. Pandemien fortsatte  imidlertid ind i 2021 med skiftende restriktioner til følge, så det blev besluttet at flytte det års træf til september. Inden da blev det imidlertid besluttet helt at aflyse det år også, blandt andet som følge af restriktionerne og risikoen for underskud ved et reduceret træf. Desuden ville man mangle forårets ferier og helligdage til det tidskrævende forarbejde. Der satses derfor i stedet på et normalt træf i pinsen 2022.